# Xcalumkín

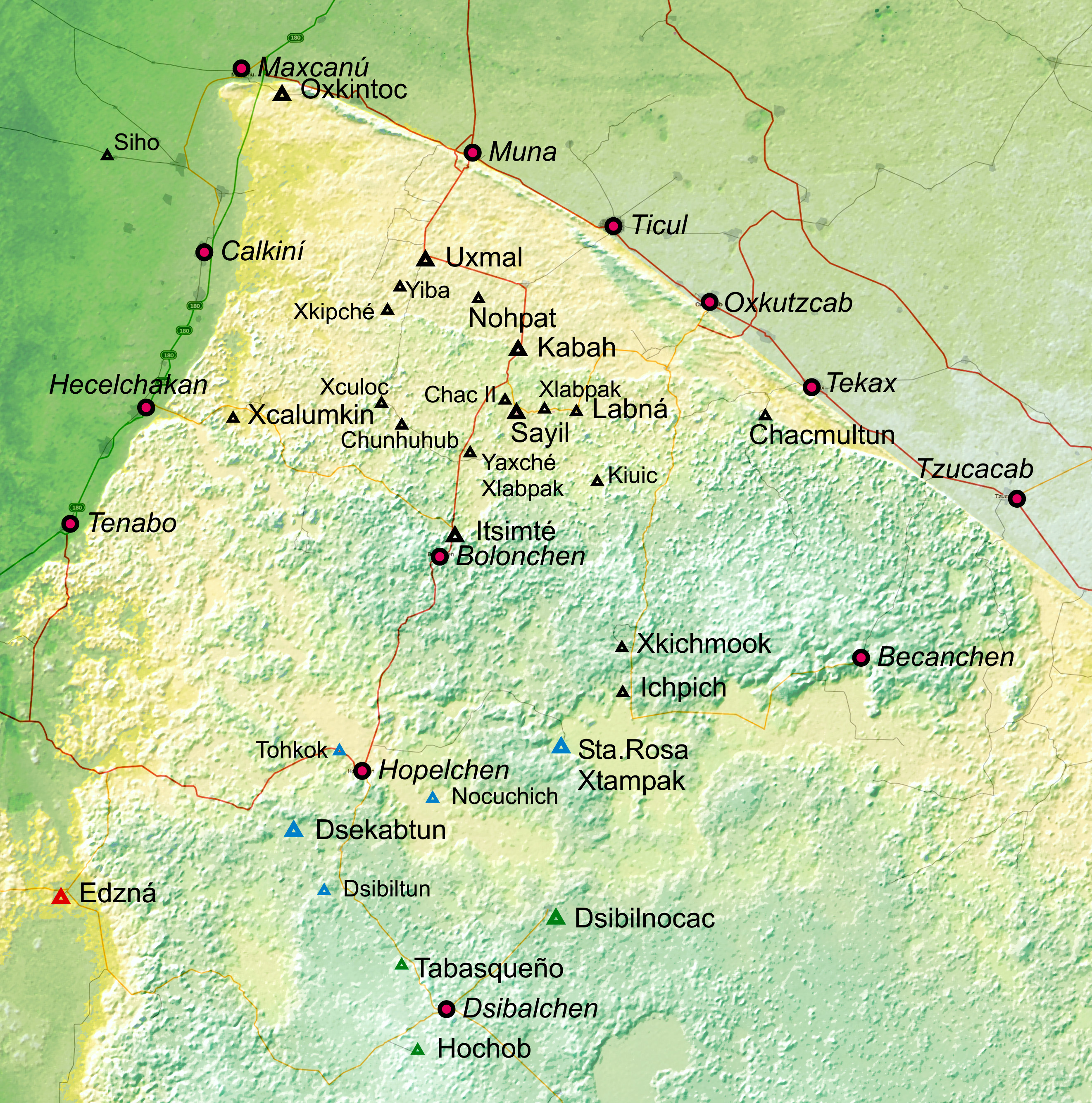
Sitios importantes de los estilos Puuc (negro), Chenes (verde) y transitorio (azul).

Xcalumkín es el nombre de un sitio arqueológico precolombino de la cultura maya ubicado en el estado de Campeche, en México, cerca de la población de Bolonchén de Rejón, en la denominada región Puuc, que se desarrolló durante el periodo clásico mesoamericano.

## Toponimia
El nombre del yacimiento  en lengua maya significa según el explorador Teobert Maler, Suelo bueno expuesto al sol. El historiador norteamericano Ralph Roys propone por su lado que el nombre del sitio pudo haber sido Calomkín, que significa Ventana por donde entra el Sol. Fue llamado  Xcalumkín por ser este el nombre de la sabana en la que se encuentran la mayor parte de sus edificaciones, si bien hay algunos monumentos en varias colinas cercanas.   

## Datos históricos
Uno de los primeros exploradores en publicar acerca de la existencia de los monumentos arqueológicos de la región Puuc fue Teoberto Maler, austriaco, que llegó a México con el ejército del emperador Maximiliano de Habsburgo y quien, tras la caída del imperio, se quedó a vivir en la península de Yucatán. A él se deben algunos daguerrotipos que documentan el estado que tenían numerosos edificios mayas a finales del siglo XIX y principios del XX. Es el caso de Xcalumkín que fue visitado y reportado por este explorador en ese entonces.
Se estima que la ocupación y apogeo del sitio data del período conocido como clásico tardío mesoamericano, entre los años 700 y 900 de nuestra era.

## El yacimiento

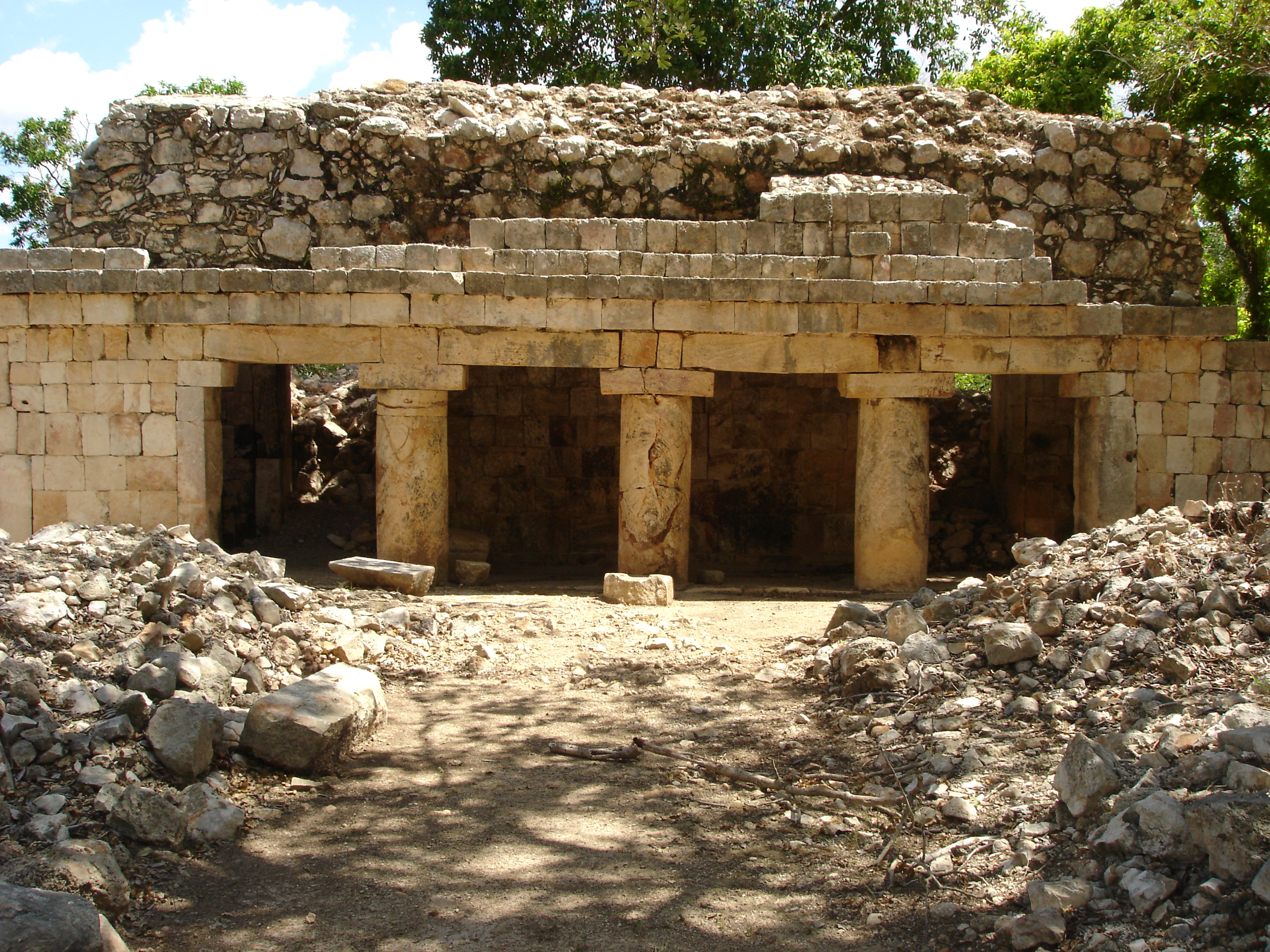
Palacio de los Cilindros.

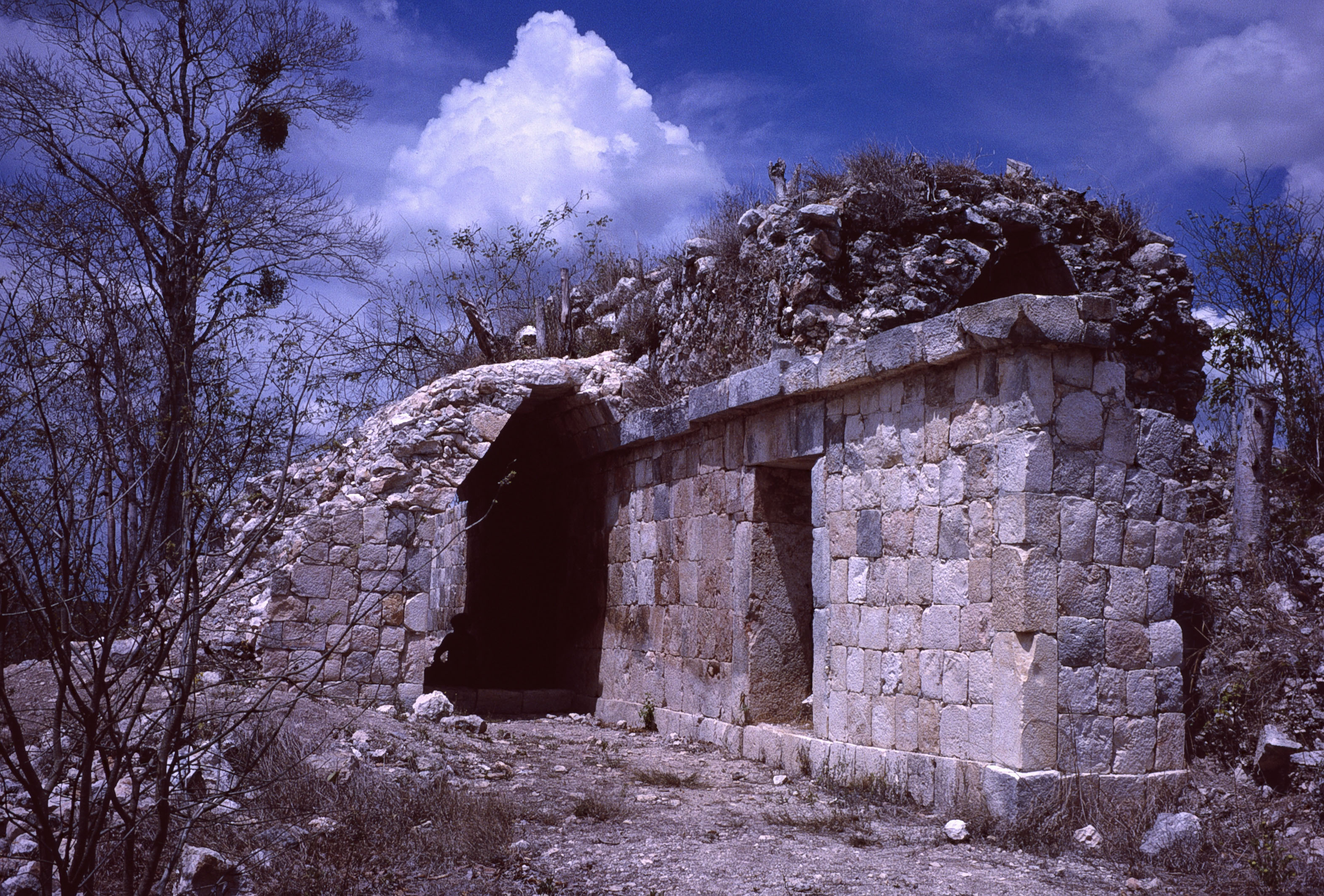
Edificación en la colina norte.

La edificación más notable del sitio que se ha denominado el Palacio de los Cilindros, contó con diez habitaciones y su fachada principal se encuentra en el costado sur del edificio. En este lado hay una amplia escalinata volada debajo de la cual se desplanta un arco que facilita el acceso a los cinco aposentos de ese sector. En el interior, con el fin de protegerla, fue colocada una escultura antropomorfa que se ha llamado la vieja, cuyo rostro parece surgir de un casco o yelmo que simula las mandíbulas de un reptil. La escultura fue encontrada en un paraje ubicado 150 metros al noroeste.
También se encuentra en el sitio la denominada Casa del Gran Dintel, un edificio de tres aposentos cuya particularidad es un enorme dintel monolítico grabado en dos de sus caras. En esta estructura hay una serie de cartuchos glíficos flanqueados por rostros en perfil con tocados de plumas y orejeras circulares.
Sobre una colina cercana a las edificaciones principales se desplanta una estructura de tres habitaciones abovedadas conocida como el Edificio sobre la colina del noroeste. Todas las estructuras del sitio representan un buen ejemplo de la llamada arquitectura Puuc.